# MerwedeLingelijn
| Ein Zug des Betreibers Qbuzz (2021) |       |                         |                         |
| Streckenlänge: | 48 km |                         |                         |
| |       |                         |                         |
| Zuglauf |       |                         |                         |
| \| \| 48 \| Geldermalsen \| Geldermalsen \| \| \| 41 \| Beesd \| Beesd \| \| \| 35 \| Leerdam \| Leerdam \| \| \| 27 \| Arkel \| Arkel \| \| \| \| Gorinchem Noord ab 2022 \| \| \| \| 23 \| Gorinchem \| Gorinchem \| \| \| 16 \| Boven Hardinxveld \| Boven Hardinxveld \| \| \| 13 \| Hardinxveld-Giessendam \| Hardinxveld-Giessendam \| \| \| 12 \| Hardinxveld Blauwe Zoom \| Hardinxveld Blauwe Zoom \| \| \| 9 \| Sliedrecht \| Sliedrecht \| \| \| 6 \| Sliedrecht Baanhoek \| Sliedrecht Baanhoek \| \| \| 2 \| Dordrecht Stadspolders \| Dordrecht Stadspolders \| \| \| 0 \| Dordrecht \| Dordrecht \| |       |                         |                         |
| Kopfbahnhof Streckenanfang | 48    | Geldermalsen            | Geldermalsen            |
| Bahnhof | 41    | Beesd                   | Beesd                   |
| Bahnhof | 35    | Leerdam                 | Leerdam                 |
| Bahnhof | 27    | Arkel                   | Arkel                   |
| ehemaliger Haltepunkt / Haltestelle |       | Gorinchem Noord ab 2022 | Gorinchem Noord ab 2022 |
| Bahnhof | 23    | Gorinchem               | Gorinchem               |
| Bahnhof | 16    | Boven Hardinxveld       | Boven Hardinxveld       |
| Bahnhof | 13    | Hardinxveld-Giessendam  | Hardinxveld-Giessendam  |
| Bahnhof | 12    | Hardinxveld Blauwe Zoom | Hardinxveld Blauwe Zoom |
| Bahnhof | 9     | Sliedrecht              | Sliedrecht              |
| Bahnhof | 6     | Sliedrecht Baanhoek     | Sliedrecht Baanhoek     |
| Haltepunkt / Haltestelle | 2     | Dordrecht Stadspolders  | Dordrecht Stadspolders  |
| Bahnhof | 0     | Dordrecht               | Dordrecht               |

Die MerwedeLingelijn (deutsch Merwede-Linge-Linie) ist eine SPNV-Linie auf dem westlichen Abschnitt der Bahnstrecke Elst–Dordrecht in den Niederlanden, die seit 2007 Geldermalsen in der Provinz Gelderland mit Dordrecht in der Provinz Zuid-Holland verbindet. Die Linie wird von Qbuzz betrieben und ist Teil des Nahverkehrskonzeptes R-net.

## Geschichte
Die MerwedeLingelijn existiert bereits seit 1885. Zu dieser Zeit fuhr auf der Strecke nur ein Bummelzug. Im Jahr 2006 wurde die Strecke in den Aufgabenbereich der Provinz Zuid-Holland übertragen, welche dem Verkehrsbetrieb Arriva den Zuschlag für die MerwedeLingelijn erteilte. Zu Beginn der Konzession wurde die Linie täglich von Zügen im halbstündlichen Takt bedient. Außerdem verlängerte man den Dienst der Züge, sodass er morgens früher begann und später endete. Arriva schaffte zudem neue Züge des Typs Stadler GTW an, die ab 2008 eingesetzt wurden und die alten Züge der Baureihe Mat ’64 ersetzen sollten. Seit dem 5. September 2011 verkehren die Züge zwischen Dordrecht und Gorinchem viertelstündlich. Hierfür wurde der Streckenabschnitt Dordrecht–Dordrecht Stadspolders zu einer zweigleisigen Strecke ausgebaut. Darüber hinaus wurden Dordrecht Stadspolders und Boven Hardinxveld mit einem zweitens Gleis für Zugkreuzungen versehen. Die OV-chipkaart kann seit dem 15. September 2011 auf der MerwedeLingelijn verwendet werden. Zwischen 2011 und 2012 eröffnete das Eisenbahninfrastrukturunternehmen ProRail die Bahnhöfe Dordrecht Stadspolders, Sliedrecht Baanhoek, Hardinxveld Blauwe Zoom und Boven Hardinxveld. Nachdem es Gespräche über einen neuen Bahnhof in Leerdam mit dem Namen Leerdam Broekgraaf gegeben hatte, machte die Gemeinde Leerdam im Jahr 2016 bekannt, dass sie von dem Bau eines neuen Haltepunktes absehe. Mit Beginn des neuen Jahresfahrplans 2019 erhielt Qbuzz den Zuschlag für die neue Konzession, die auf acht Jahre mit Aussicht auf eine Verlängerung von bis zu sieben Jahren ausgestellt ist. Im Jahr 2022 soll der Bahnhof Gorinchem Noord eröffnet werden, dessen Bau Kosten in Höhe von 8,4 Millionen Euro beanspruchen soll.

## Fahrzeuge

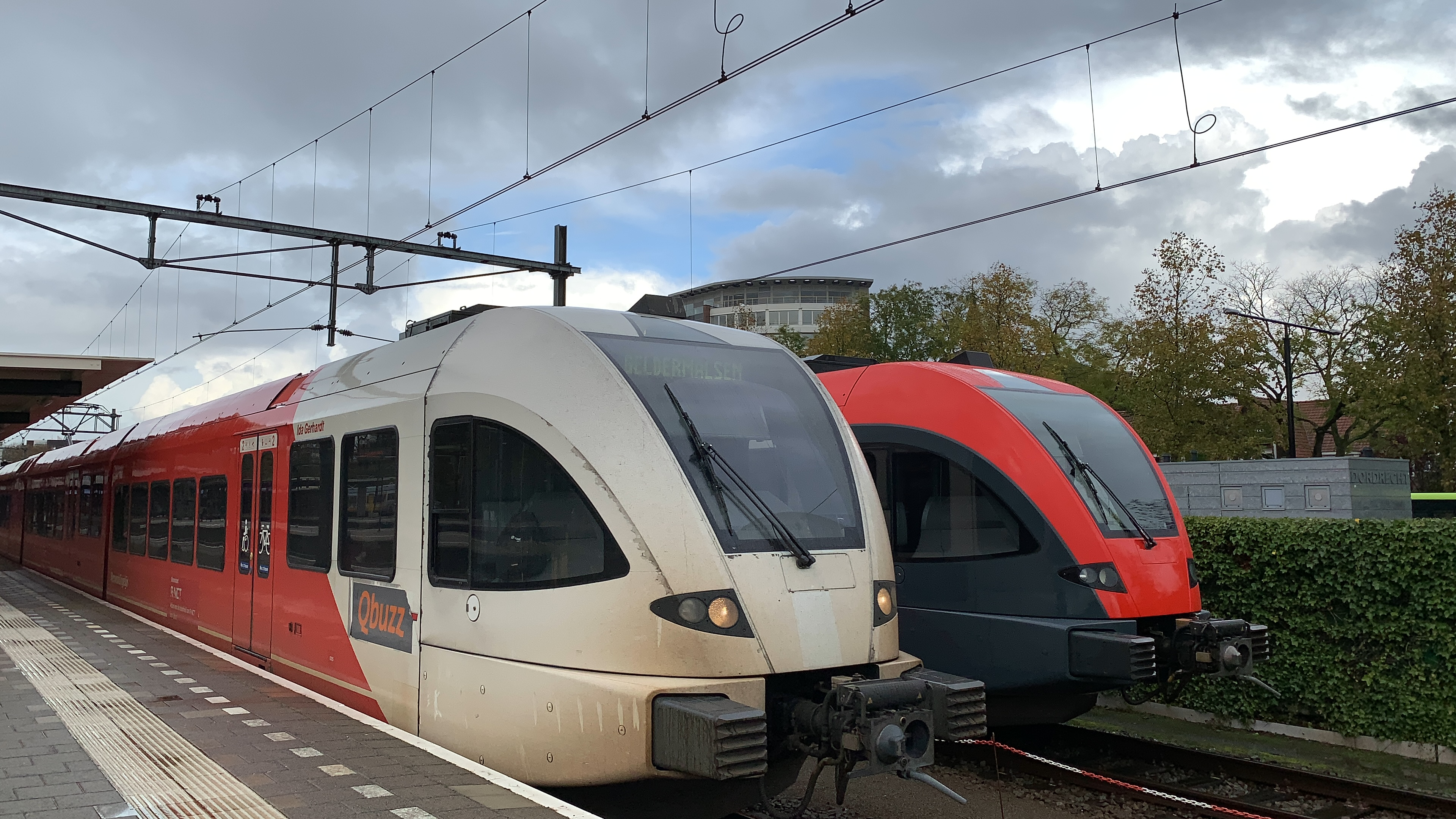
Zwei Triebwagen stehen in altem und neuem Aussehen in Dordrecht nebeneinander.

Arriva kaufte für den Betrieb auf der MerwedeLingelijn sieben elektrisch angetriebene Triebfahrzeuge des Typs Stadler GTW an. Ab dem 28. April 2008 wurden die Züge geliefert und am 14. September gleichen Jahres wurden sie in Betrieb genommen. Die Lieferung von drei nachbestellten Zügen erfolgte am 30. Mai 2011. Die technische Wartung der Züge findet beim Tochterunternehmen der Nederlandse Spoorwegen, NedTrain, in Roosendaal statt. Die Züge verfügen weder über erste Klasse noch über Toiletten. Mit Beginn der neuen Konzession am 9. Dezember 2018 wurden die Züge vom neuen Betreiber Qbuzz übernommen und sollen im Laufe des Jahres 2019 erneuert werden. Sie sollen anschließend in den rot-grauen Farben von R-net verkehren und mit einem neuen Interieur sowie Wi-Fi und USB-Anschlüssen ausgestattet sein.
Da die Strecke mit ERTMS ausgerüstet werden soll, werden ab 2028 zehn Civity-Triebzüge von CAF den Betrieb übernehmen, da die Umrüstung der GTWs nicht mehr wirtschaftlich wäre.